# Luis Soares
Pour les articles homonymes, voir Soares.
Luis Soares, né le 24 mars 1964 à Nazaré (Portugal) et mort le 13 novembre 2024 à Bordeaux, est un athlète français spécialiste des courses de fond devenu ensuite entraîneur.
Il débute la course à pied à 17 ans. Un an après seulement, il est sélectionné avec l’équipe du Portugal pour les championnats du monde junior de cross, à Gateshead où il se classe 24e. Il s’est installé en Gironde.

## Biographie

### Débuts
De 1979 à 1982, Luis Soares pratique à un excellent niveau le Rink hockey, considéré à l’époque comme le 3e sport national portugais (après le football et l’athlétisme).
En septembre 1981, à l’issue d’une partie de football en salle, son cousin Abilio Figueira, spécialiste sur 400 m et entraîneur d’athlétisme au Benfica de Lisbonne, l’invite à faire un footing. Luis l’accompagne sur 5 km, puis 10 km, jusqu’à 15 km et finit au sprint. Abilio lui conseille ce jour-là de quitter le Rink hockey.
Abilio Figueira est son entraîneur pendant 2 ans. Pendant cette période, grâce à de nombreux échanges entre les deux hommes, il apprend les bases physiologiques et les méthodes d’entraînement, et devient ainsi son propre entraîneur dès 1985.

### Premiers succès
En 1983, Luis Soares remporte en catégorie junior, à titre individuel, le semi-marathon de Nazaré en 1 h 06 min. En 1985, repéré par un entraîneur français, Loïc Rapinel, il part effectuer un stage de trois mois à Rennes et réalise de nombreux cross de niveau international.
En 1986, Luis Soares choisit de s’installer définitivement en France. Tout d'abord à Clermont-Ferrand où il remportera 3 victoires sur le circuit des 20 km Adidas : il est surnommé « monsieur 20 km ».
Michel Jazy, responsable running Adidas France, ex-athlète ayant détenu plusieurs records du monde sur différentes distances, va jouer un rôle majeur dans la carrière d’athlète de Luis Soares en France. Après sa victoire aux 20 km Adidas de Tours en 1986, il devient licencié au club A3Tours et y résidera 2 ans.

### Consécration
En 1987, Luis Soares gagne le marathon de Lille en 2 h 14 min 41 s. Cette même année il se marie à Tours avec Samia, sprinteuse licenciée à l’A3Tours.
En 1988, il part s'installer dans les Bouches du Rhône, licencié au CMSA, Club Marignanais Sport Athlétique, il participe au marathon de Lille et finit 3e en 2 h 14 min 38 s en 1988.
De 1989 à 1992, il remporte beaucoup de titres par équipe. En 1990, il obtient la nationalité française et devient le père de Coline, née le 22 février de cette même année. En 1991, il déménage à Saint-Ambroix.
En 1992, c’est la victoire au marathon de Paris en 2 h 10 min 03 s, recordman de France durant 8 ans, et recordman du marathon de Paris pendant 6 ans. Cette victoire lui a valu d'être sélectionné pour les Jeux olympiques de Barcelone en 1992.
Fin 1992, il change de club, et est désormais licencié à Ales Cévennes Athlétisme jusqu’en 1995. Il est sélectionné en équipe de France pour le semi-marathon.
De 1996 à 2001, il fait partie de l’équipe de cross de la légion étrangère. Les titres par équipe militaire sont nombreux, et les courses s’enchaînent : en 1997, marathon de New York. En 1998, à Brive, il gagne le titre de vice-champion de France sur 10 km en 29 min 07 s.
En 1999, troisième au marathon de Bordeaux en 2 h 12 min 53 s, et dernière sélection pour la coupe du monde de marathon de Séville.
De 1991 à 1999, il sera sélectionné 6 fois en équipe de France sur plusieurs distances : cross, semi-marathon, 25 km et marathon.
En 2000, deuxième au marathon de Nouméa.
En 2001, il quitte la légion étrangère et devient licencié en tant qu’athlète au Stade bordelais. Il participe à de nombreuses courses inter-régionales. Puis en 2002, c’est sa dernière victoire sur marathon à Bordeaux, en 2 h 22 min. Il devient manager de grands athlètes d’Europe de l’Est et continue de courir à travers le monde.
En 2005, Luis Soares met fin à sa carrière en tant qu’athlète, après avoir réalisé sa dernière course à Saint-Médard-en-Jalles, 10 km en 32 min.

### Autres activités
En 2007, Luis Soares devient entraîneur à l’association « La flèche de Bordeaux » après avoir obtenu un diplôme d’entraîneur hors stade en 2004. En 2009, il obtient le BPJEPS spécialité activité physique pour tous. Il travaille alors en saison estivale pour la Communauté de Communes de Bourg en Gironde en tant qu’animateur sportif pour Cap 33. Il s’occupe de la remise en forme et organise des randonnées pédestres et à vélo.
De septembre 2009 à juillet 2010, il entraîne les benjamins-minimes du Club Léognan Athlétisme.
Depuis 2010, il est animateur à la MFR de Saint-Yzans de Médoc. Il cumule les fonctions d'entraîneur personnel de quelques athlètes de niveau régional.
En octobre 2010, sous son impulsion, est née l'association Air3 Bordeaux qui réunit des coureuses et coureurs de tous niveaux. Il en est un des membres fondateurs et membre d'honneur, assurant tout logiquement l'encadrement technique jusqu'en 2017.
Après avoir passé le flambeau pendant deux ans, il reprend les rênes du club en 2020. Il assure l’entraînement des coureurs, et les accompagne sur les courses, dans le respect de la devise « Liberté, humilité, diversité ».